# Eleccions legislatives belgues de 1929

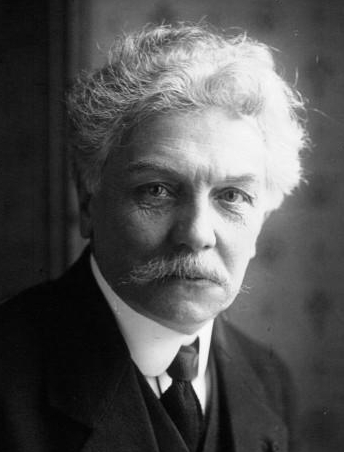
Primer Ministre Henri Jaspar

Les eleccions legislatives belgues de 1929 se celebraren el maig de 1929. El resultat fou una victòria del Partit Catòlic, que va obtenir 71 dels 187 escons a la Cambra de Representants de Bèlgica. La participació fou del 94.0%.
Els catòlics desplaçaren els socialistes del primer lloc i es mantingué el govern d'unitat nacional presidit per Henri Jaspar fins al 1932.

## Resultats
| Parti | Parti                       | Cambra de Representants | Cambra de Representants | Cambra de Representants | Senat     | Senat           | Senat   |
| Parti | Parti                       | Vots                    | %                       | Escons                  | Vots      | %               | Escons  |
| ----- | --------------------------- | ----------------------- | ----------------------- | ----------------------- | --------- | --------------- | ------- |
|       | Partit Catòlic              | 778 914                 | 35,38 % (-2,04)         | 71 (-15)                | 762 459   | 35,85 % (-1,51) | 38 (=)  |
|       | POB                         | 803 347                 | 36,02 % (-3,46)         | 70 (-9)                 | 781 635   | 36,75 % (-4,12) | 36 (-3) |
|       | Partit Liberal              | 369 114                 | 16,55 % (+5,94)         | 28 (+5)                 | 359 895   | 16,92 % (+0,9)  | 13 (=)  |
|       | Frontpartij                 | 132 567                 | 5,94 % (+5,94)          | 11 (+11)                | 119 632   | 5,62 % (+3,33)  | 3 (+3)  |
|       | Dissidents Catòlics         | 52 642                  | 2,36 % (+1,42)          | 0                       | 55 237    | 2,6 % (+2,6)    | 3 (+3)  |
|       | Partit Comunista de Bèlgica | 42 237                  | 1,94 % (+0,3)           | 1 (-1)                  | 36 881    | 1,73 % (+1,73)  | 0       |
|       | Altres                      | 40 248                  | 1,81 %                  | 0                       | 11 111    | 0,53 %          | 0       |
|       | Blancs i nuls               | 116 660                 | 4,97 %                  |                         | 164 702   | 7,19 %          |         |
| Total | Total                       | 2 346 729               | 100 %                   | 181                     | 2 291 577 | 100 %           | 93      |